# Montanoceratops cerorhynchos
Montanoceratops cerorhynchos es la única especie conocida del género extinto Montanoceratops ("cara con cuernos de Montana") de dinosaurio neornitisquio leptoceratópsido, que vivió a finales del período Cretácico, hace aproximadamente 70 millones de años, en el Maastrichtiense, en lo que hoy es Norteamérica.

## Descripción
Montanoceratops presenta un aspecto similar al de  Protoceratops, llegando a medir alrededor de 3 metros de largo. 

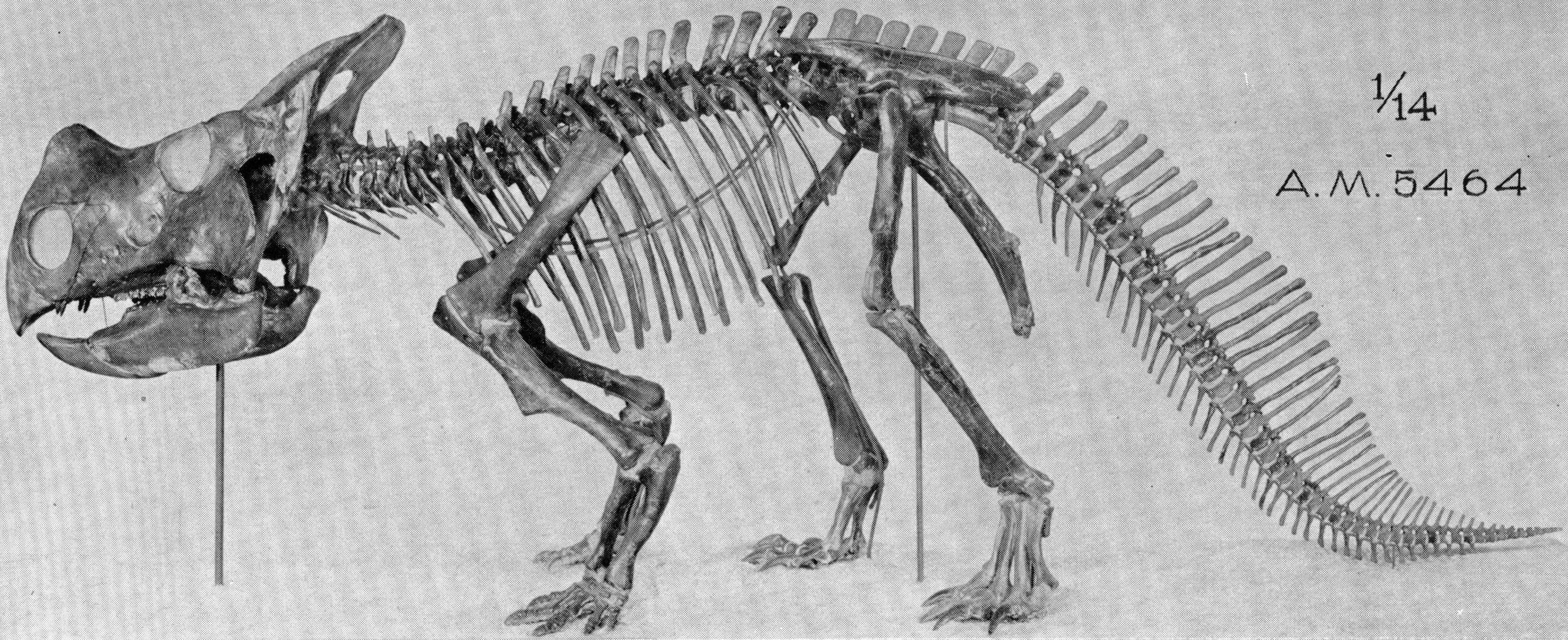
Esqueleto de Montanoceratops.

Era un ceratopsiano primitivo típico en muchos aspectos, distinguiéndose de animales posteriores por la presencia de garras similares a cascos, y por tener dientes en su quijada superior, más que un pico desdentado. Una característica inusual era la presencia de espinas dorsales altas en los huesos de la cola. Aunque éstas no hubieran sido visibles en  vida, habrían hecho de la cola inusualmente profunda en la sección transversal. Puesto que la cola era también altamente flexible, es posible que fuera utilizada en la comunicación con sus congéneres, y que la forma profunda la hiciera más visible. Alguna vez se pensó que tenía un cuerno en la nariz, pero era un cuerno de mejilla fuera de lugar. Según Brown y Schlaikjer en 1942, Montanoceratops se puede distinguir en función de las siguientes características, el hueso nasal es proporcionalmente grande, profundo, pesado y con un núcleo muy bien desarrollado, el dentario es largo con un margen ventral recto. Este espécimen se encuentra en la colección del Museo Americano de Historia Natural en la ciudad de Nueva York, Estados Unidos.

## Descubrimiento e investigación
Los primeros restos de Montanoceratops fueron recolectados por Barnum Brown en la Formación St Mary River de Montana, Estados Unidos, en 1916. Brown y su ayudante, Erich Schlaikjer, denominaron en 1942 al espécimen como Leptoceratops cerorhynchos. Posteriormente y tras análisis con restos de Leptoceratops, C.M. Sternberg se percató de las diferencias con el espécimen de Brown, estableciendo, finalmente, el género Montanoceratops.

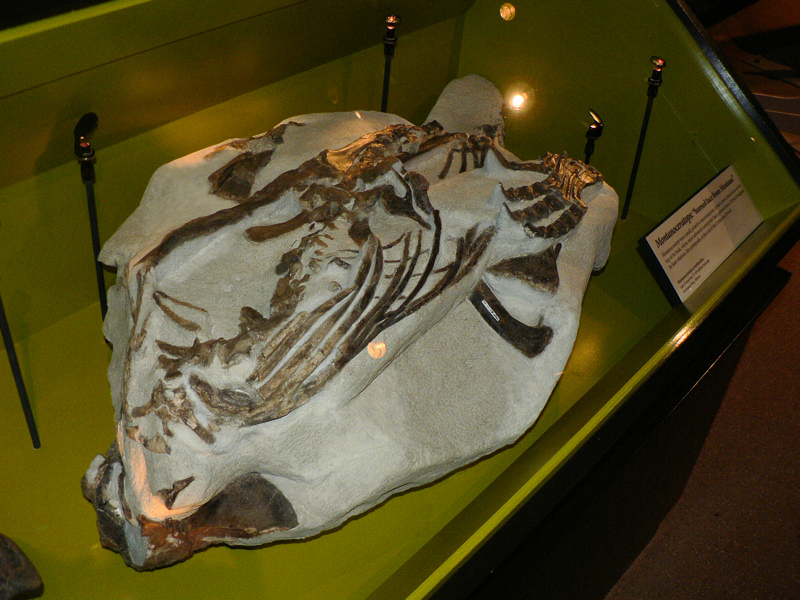
Montanoceratops fósil en le Museo Tyrrell.

Los restos del espécimen holotipo de Brown eran escasos, pero fueron complementados tras los descubrimientos de un segundo hallazgo publicado por Brends Chinnery y David Weishampel en 1998. Fue recogido en 1916 por Barnum Brown y Peter C. Kaisen, del Museo Americano de Historia Natural, de los sedimentos terrestres que se depositaron durante las etapas de Maastrichtiense del período Cretácico , hace aproximadamente 70 millones de años. Después de haber montado una reconstrucción en 1935, Brown y su asistente Erich Maren Schlaikjer la nombraron en 1942 como una nueva especie de Leptoceratops cerorhynchos. Esta es la especie tipo de Montanoceratops . El nombre del género Montanoceratops, significa "cara con cuernos de Montana", y se deriva del estado de Montana, que es el sitio del descubrimiento del espécimen holotipo y las palabras griegas keras, κερας que significa "cuerno", y ops, ωψ que significa" cara ". El tipo y única especie válida conocida hoy en día es Montanoceratops cerorhynchos .
El material tipo original descubierto por Barnum Brown, catalogada como AMNH 5464, incluía un cráneo y mandíbula incompletos, con la mayor parte del cráneo ausente, una serie completa de once vértebras cervicales, doce dorsales y ocho sacras, trece vértebras caudales completas y el centro de otras dos, varias costillas, una cintura pélvica completa, excepto el pubis derecho y la parte distal del isquion derecho, ambos fémures de 346 milímetros, la tibia izquierda de 355 milímetros, el peroné izquierdo y el astrágalo izquierdo, la segunda falange del dígito tres y las falanges no manuales del primer, tercer y cuarto dígitos del pie izquierdo. Este espécimen se encuentra en la colección del Museo Americano de Historia Natural en la ciudad de Nueva York, EE.UU.
En 1986, David B. Weishampel descubrió más material relacionado con Montanoceratops en la localidad de Little Rocky Coulee de la Formación St. Mary River, en el condado de Glacier, Montana. El material, que se encontró en los sedimentos terrestres, que también se consideran Maastrichtiense en edad. Una descripción de este material se publicó en un artículo de Brenda Chinnery y Weishampel en 1998. En 2001, Peter Makovicky examinado y descrito espécimen AMNH 5244, una incompleto pero bien conservada caja craneana que asigna a Montanoceratops. Este espécimen fue recolectado por Barnum Brown en 1910, de sedimentos terrestres en la orilla este del río Red Deer cerca del ferry Tolman en la Formación Horseshoe Canyon en Alberta, Canadá. Este espécimen también se encuentra en la colección del Museo Americano de Historia Natural.

## Clasificación

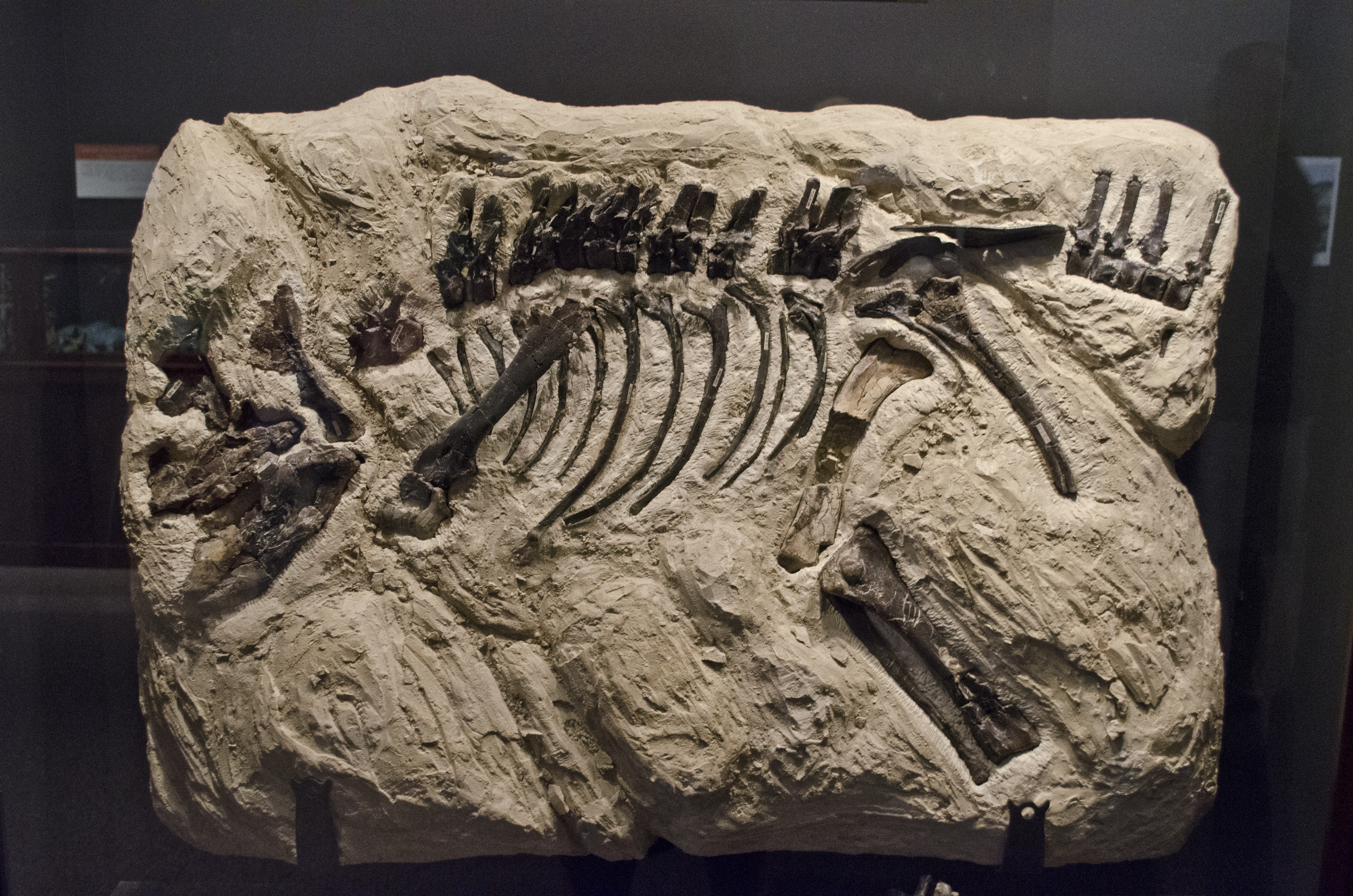
Ejemplar juvenil de Montana.

En 1942, Brown asignó el material tipo AMNH 5464 al género Leptoceratops, que concluyó que era miembro del taxón "protoceratopsidae". En 1951, Charles Mortram Sternberg examinó más material perteneciente a Leptoceratops que mostró que AMNH 5464 era un género distinto, y por lo tanto lo reasignó a un nuevo género Montanoceratops. En 1996, Chinnery y Weishampel realizaron un análisis filogenético de los neoceratopsianos basales que mostró que el "protoceratopsidae" era un grupo polifilético, es decir, no un taxón válido y designó a Montanoceratops como el neoceratopsiano basal más avanzado. En 2001, Mackovicky, concluyó que Montanoceratops pertenecía al taxón Leptoceratopsidae , y definió este grupo como consistente en Leptoceratops gracilis y todas las especies más cercanas a Leptoceratops que a Triceratops horridus. Un estudio de Ryan et al. en 2012 confirmaron esta asignación.

### Filogenia
El siguiente cladograma se basa en un análisis de 2015 realizado por Yiming He, Peter J. Makovicky, Kebai Wang, Shuqing Chen, Corwin Sullivan, Fenglu Han, Xing XuMichael J. Ryan, David C. Evans, Philip J. Currie, Caleb M. Brown y Don Brinkman.
|  | Montanoceratops |
|  |                 |
|  | Ischioceratops  |
|  |                 |

|  | Zhuchengceratops                                                  |
|  |                                                                   |
|  | \| \| Gryphoceratops \| \| \| \| \| \| Unescoceratops \| \| \| \| |
|  |                                                                   |
|  | Gryphoceratops                                                    |
|  |                                                                   |
|  | Unescoceratops                                                    |
|  |                                                                   |

|  | Gryphoceratops |
|  |                |
|  | Unescoceratops |
|  |                |

|  | Zhuchengceratops                                                  |
|  |                                                                   |
|  | \| \| Gryphoceratops \| \| \| \| \| \| Unescoceratops \| \| \| \| |
|  |                                                                   |
|  | Gryphoceratops                                                    |
|  |                                                                   |
|  | Unescoceratops                                                    |
|  |                                                                   |

|  | Gryphoceratops |
|  |                |
|  | Unescoceratops |
|  |                |

|  | Zhuchengceratops                                                  |
|  |                                                                   |
|  | \| \| Gryphoceratops \| \| \| \| \| \| Unescoceratops \| \| \| \| |
|  |                                                                   |
|  | Gryphoceratops                                                    |
|  |                                                                   |
|  | Unescoceratops                                                    |
|  |                                                                   |

|  | Gryphoceratops |
|  |                |
|  | Unescoceratops |
|  |                |

|  | Zhuchengceratops                                                  |
|  |                                                                   |
|  | \| \| Gryphoceratops \| \| \| \| \| \| Unescoceratops \| \| \| \| |
|  |                                                                   |
|  | Gryphoceratops                                                    |
|  |                                                                   |
|  | Unescoceratops                                                    |
|  |                                                                   |

|  | Gryphoceratops |
|  |                |
|  | Unescoceratops |
|  |                |

|  | Zhuchengceratops                                                  |
|  |                                                                   |
|  | \| \| Gryphoceratops \| \| \| \| \| \| Unescoceratops \| \| \| \| |
|  |                                                                   |
|  | Gryphoceratops                                                    |
|  |                                                                   |
|  | Unescoceratops                                                    |
|  |                                                                   |

|  | Gryphoceratops |
|  |                |
|  | Unescoceratops |
|  |                |

|  | Zhuchengceratops                                                  |
|  |                                                                   |
|  | \| \| Gryphoceratops \| \| \| \| \| \| Unescoceratops \| \| \| \| |
|  |                                                                   |
|  | Gryphoceratops                                                    |
|  |                                                                   |
|  | Unescoceratops                                                    |
|  |                                                                   |

|  | Gryphoceratops |
|  |                |
|  | Unescoceratops |
|  |                |

|  | Zhuchengceratops                                                  |
|  |                                                                   |
|  | \| \| Gryphoceratops \| \| \| \| \| \| Unescoceratops \| \| \| \| |
|  |                                                                   |
|  | Gryphoceratops                                                    |
|  |                                                                   |
|  | Unescoceratops                                                    |
|  |                                                                   |

|  | Gryphoceratops |
|  |                |
|  | Unescoceratops |
|  |                |

|  | Zhuchengceratops                                                  |
|  |                                                                   |
|  | \| \| Gryphoceratops \| \| \| \| \| \| Unescoceratops \| \| \| \| |
|  |                                                                   |
|  | Gryphoceratops                                                    |
|  |                                                                   |
|  | Unescoceratops                                                    |
|  |                                                                   |

|  | Gryphoceratops |
|  |                |
|  | Unescoceratops |
|  |                |

|  | Montanoceratops |
|  |                 |
|  | Ischioceratops  |
|  |                 |

|  | Zhuchengceratops                                                  |
|  |                                                                   |
|  | \| \| Gryphoceratops \| \| \| \| \| \| Unescoceratops \| \| \| \| |
|  |                                                                   |
|  | Gryphoceratops                                                    |
|  |                                                                   |
|  | Unescoceratops                                                    |
|  |                                                                   |

|  | Gryphoceratops |
|  |                |
|  | Unescoceratops |
|  |                |

|  | Zhuchengceratops                                                  |
|  |                                                                   |
|  | \| \| Gryphoceratops \| \| \| \| \| \| Unescoceratops \| \| \| \| |
|  |                                                                   |
|  | Gryphoceratops                                                    |
|  |                                                                   |
|  | Unescoceratops                                                    |
|  |                                                                   |

|  | Gryphoceratops |
|  |                |
|  | Unescoceratops |
|  |                |

|  | Zhuchengceratops                                                  |
|  |                                                                   |
|  | \| \| Gryphoceratops \| \| \| \| \| \| Unescoceratops \| \| \| \| |
|  |                                                                   |
|  | Gryphoceratops                                                    |
|  |                                                                   |
|  | Unescoceratops                                                    |
|  |                                                                   |

|  | Gryphoceratops |
|  |                |
|  | Unescoceratops |
|  |                |

|  | Zhuchengceratops                                                  |
|  |                                                                   |
|  | \| \| Gryphoceratops \| \| \| \| \| \| Unescoceratops \| \| \| \| |
|  |                                                                   |
|  | Gryphoceratops                                                    |
|  |                                                                   |
|  | Unescoceratops                                                    |
|  |                                                                   |

|  | Gryphoceratops |
|  |                |
|  | Unescoceratops |
|  |                |

|  | Zhuchengceratops                                                  |
|  |                                                                   |
|  | \| \| Gryphoceratops \| \| \| \| \| \| Unescoceratops \| \| \| \| |
|  |                                                                   |
|  | Gryphoceratops                                                    |
|  |                                                                   |
|  | Unescoceratops                                                    |
|  |                                                                   |

|  | Gryphoceratops |
|  |                |
|  | Unescoceratops |
|  |                |

|  | Zhuchengceratops                                                  |
|  |                                                                   |
|  | \| \| Gryphoceratops \| \| \| \| \| \| Unescoceratops \| \| \| \| |
|  |                                                                   |
|  | Gryphoceratops                                                    |
|  |                                                                   |
|  | Unescoceratops                                                    |
|  |                                                                   |

|  | Gryphoceratops |
|  |                |
|  | Unescoceratops |
|  |                |

|  | Zhuchengceratops                                                  |
|  |                                                                   |
|  | \| \| Gryphoceratops \| \| \| \| \| \| Unescoceratops \| \| \| \| |
|  |                                                                   |
|  | Gryphoceratops                                                    |
|  |                                                                   |
|  | Unescoceratops                                                    |
|  |                                                                   |

|  | Gryphoceratops |
|  |                |
|  | Unescoceratops |
|  |                |

|  | Zhuchengceratops                                                  |
|  |                                                                   |
|  | \| \| Gryphoceratops \| \| \| \| \| \| Unescoceratops \| \| \| \| |
|  |                                                                   |
|  | Gryphoceratops                                                    |
|  |                                                                   |
|  | Unescoceratops                                                    |
|  |                                                                   |

|  | Gryphoceratops |
|  |                |
|  | Unescoceratops |
|  |                |

|  | Montanoceratops |
|  |                 |
|  | Ischioceratops  |
|  |                 |

|  | Zhuchengceratops                                                  |
|  |                                                                   |
|  | \| \| Gryphoceratops \| \| \| \| \| \| Unescoceratops \| \| \| \| |
|  |                                                                   |
|  | Gryphoceratops                                                    |
|  |                                                                   |
|  | Unescoceratops                                                    |
|  |                                                                   |

|  | Gryphoceratops |
|  |                |
|  | Unescoceratops |
|  |                |

|  | Zhuchengceratops                                                  |
|  |                                                                   |
|  | \| \| Gryphoceratops \| \| \| \| \| \| Unescoceratops \| \| \| \| |
|  |                                                                   |
|  | Gryphoceratops                                                    |
|  |                                                                   |
|  | Unescoceratops                                                    |
|  |                                                                   |

|  | Gryphoceratops |
|  |                |
|  | Unescoceratops |
|  |                |

|  | Zhuchengceratops                                                  |
|  |                                                                   |
|  | \| \| Gryphoceratops \| \| \| \| \| \| Unescoceratops \| \| \| \| |
|  |                                                                   |
|  | Gryphoceratops                                                    |
|  |                                                                   |
|  | Unescoceratops                                                    |
|  |                                                                   |

|  | Gryphoceratops |
|  |                |
|  | Unescoceratops |
|  |                |

|  | Zhuchengceratops                                                  |
|  |                                                                   |
|  | \| \| Gryphoceratops \| \| \| \| \| \| Unescoceratops \| \| \| \| |
|  |                                                                   |
|  | Gryphoceratops                                                    |
|  |                                                                   |
|  | Unescoceratops                                                    |
|  |                                                                   |

|  | Gryphoceratops |
|  |                |
|  | Unescoceratops |
|  |                |

|  | Zhuchengceratops                                                  |
|  |                                                                   |
|  | \| \| Gryphoceratops \| \| \| \| \| \| Unescoceratops \| \| \| \| |
|  |                                                                   |
|  | Gryphoceratops                                                    |
|  |                                                                   |
|  | Unescoceratops                                                    |
|  |                                                                   |

|  | Gryphoceratops |
|  |                |
|  | Unescoceratops |
|  |                |

|  | Zhuchengceratops                                                  |
|  |                                                                   |
|  | \| \| Gryphoceratops \| \| \| \| \| \| Unescoceratops \| \| \| \| |
|  |                                                                   |
|  | Gryphoceratops                                                    |
|  |                                                                   |
|  | Unescoceratops                                                    |
|  |                                                                   |

|  | Gryphoceratops |
|  |                |
|  | Unescoceratops |
|  |                |

|  | Zhuchengceratops                                                  |
|  |                                                                   |
|  | \| \| Gryphoceratops \| \| \| \| \| \| Unescoceratops \| \| \| \| |
|  |                                                                   |
|  | Gryphoceratops                                                    |
|  |                                                                   |
|  | Unescoceratops                                                    |
|  |                                                                   |

|  | Gryphoceratops |
|  |                |
|  | Unescoceratops |
|  |                |

|  | Zhuchengceratops                                                  |
|  |                                                                   |
|  | \| \| Gryphoceratops \| \| \| \| \| \| Unescoceratops \| \| \| \| |
|  |                                                                   |
|  | Gryphoceratops                                                    |
|  |                                                                   |
|  | Unescoceratops                                                    |
|  |                                                                   |

|  | Gryphoceratops |
|  |                |
|  | Unescoceratops |
|  |                |

|  | Montanoceratops |
|  |                 |
|  | Ischioceratops  |
|  |                 |

|  | Zhuchengceratops                                                  |
|  |                                                                   |
|  | \| \| Gryphoceratops \| \| \| \| \| \| Unescoceratops \| \| \| \| |
|  |                                                                   |
|  | Gryphoceratops                                                    |
|  |                                                                   |
|  | Unescoceratops                                                    |
|  |                                                                   |

|  | Gryphoceratops |
|  |                |
|  | Unescoceratops |
|  |                |

|  | Zhuchengceratops                                                  |
|  |                                                                   |
|  | \| \| Gryphoceratops \| \| \| \| \| \| Unescoceratops \| \| \| \| |
|  |                                                                   |
|  | Gryphoceratops                                                    |
|  |                                                                   |
|  | Unescoceratops                                                    |
|  |                                                                   |

|  | Gryphoceratops |
|  |                |
|  | Unescoceratops |
|  |                |

|  | Zhuchengceratops                                                  |
|  |                                                                   |
|  | \| \| Gryphoceratops \| \| \| \| \| \| Unescoceratops \| \| \| \| |
|  |                                                                   |
|  | Gryphoceratops                                                    |
|  |                                                                   |
|  | Unescoceratops                                                    |
|  |                                                                   |

|  | Gryphoceratops |
|  |                |
|  | Unescoceratops |
|  |                |

|  | Zhuchengceratops                                                  |
|  |                                                                   |
|  | \| \| Gryphoceratops \| \| \| \| \| \| Unescoceratops \| \| \| \| |
|  |                                                                   |
|  | Gryphoceratops                                                    |
|  |                                                                   |
|  | Unescoceratops                                                    |
|  |                                                                   |

|  | Gryphoceratops |
|  |                |
|  | Unescoceratops |
|  |                |

|  | Zhuchengceratops                                                  |
|  |                                                                   |
|  | \| \| Gryphoceratops \| \| \| \| \| \| Unescoceratops \| \| \| \| |
|  |                                                                   |
|  | Gryphoceratops                                                    |
|  |                                                                   |
|  | Unescoceratops                                                    |
|  |                                                                   |

|  | Gryphoceratops |
|  |                |
|  | Unescoceratops |
|  |                |

|  | Zhuchengceratops                                                  |
|  |                                                                   |
|  | \| \| Gryphoceratops \| \| \| \| \| \| Unescoceratops \| \| \| \| |
|  |                                                                   |
|  | Gryphoceratops                                                    |
|  |                                                                   |
|  | Unescoceratops                                                    |
|  |                                                                   |

|  | Gryphoceratops |
|  |                |
|  | Unescoceratops |
|  |                |

|  | Zhuchengceratops                                                  |
|  |                                                                   |
|  | \| \| Gryphoceratops \| \| \| \| \| \| Unescoceratops \| \| \| \| |
|  |                                                                   |
|  | Gryphoceratops                                                    |
|  |                                                                   |
|  | Unescoceratops                                                    |
|  |                                                                   |

|  | Gryphoceratops |
|  |                |
|  | Unescoceratops |
|  |                |

|  | Zhuchengceratops                                                  |
|  |                                                                   |
|  | \| \| Gryphoceratops \| \| \| \| \| \| Unescoceratops \| \| \| \| |
|  |                                                                   |
|  | Gryphoceratops                                                    |
|  |                                                                   |
|  | Unescoceratops                                                    |
|  |                                                                   |

|  | Gryphoceratops |
|  |                |
|  | Unescoceratops |
|  |                |

|  | Montanoceratops |
|  |                 |
|  | Ischioceratops  |
|  |                 |

|  | Zhuchengceratops                                                  |
|  |                                                                   |
|  | \| \| Gryphoceratops \| \| \| \| \| \| Unescoceratops \| \| \| \| |
|  |                                                                   |
|  | Gryphoceratops                                                    |
|  |                                                                   |
|  | Unescoceratops                                                    |
|  |                                                                   |

|  | Gryphoceratops |
|  |                |
|  | Unescoceratops |
|  |                |

|  | Zhuchengceratops                                                  |
|  |                                                                   |
|  | \| \| Gryphoceratops \| \| \| \| \| \| Unescoceratops \| \| \| \| |
|  |                                                                   |
|  | Gryphoceratops                                                    |
|  |                                                                   |
|  | Unescoceratops                                                    |
|  |                                                                   |

|  | Gryphoceratops |
|  |                |
|  | Unescoceratops |
|  |                |

|  | Zhuchengceratops                                                  |
|  |                                                                   |
|  | \| \| Gryphoceratops \| \| \| \| \| \| Unescoceratops \| \| \| \| |
|  |                                                                   |
|  | Gryphoceratops                                                    |
|  |                                                                   |
|  | Unescoceratops                                                    |
|  |                                                                   |

|  | Gryphoceratops |
|  |                |
|  | Unescoceratops |
|  |                |

|  | Zhuchengceratops                                                  |
|  |                                                                   |
|  | \| \| Gryphoceratops \| \| \| \| \| \| Unescoceratops \| \| \| \| |
|  |                                                                   |
|  | Gryphoceratops                                                    |
|  |                                                                   |
|  | Unescoceratops                                                    |
|  |                                                                   |

|  | Gryphoceratops |
|  |                |
|  | Unescoceratops |
|  |                |

|  | Zhuchengceratops                                                  |
|  |                                                                   |
|  | \| \| Gryphoceratops \| \| \| \| \| \| Unescoceratops \| \| \| \| |
|  |                                                                   |
|  | Gryphoceratops                                                    |
|  |                                                                   |
|  | Unescoceratops                                                    |
|  |                                                                   |

|  | Gryphoceratops |
|  |                |
|  | Unescoceratops |
|  |                |

|  | Zhuchengceratops                                                  |
|  |                                                                   |
|  | \| \| Gryphoceratops \| \| \| \| \| \| Unescoceratops \| \| \| \| |
|  |                                                                   |
|  | Gryphoceratops                                                    |
|  |                                                                   |
|  | Unescoceratops                                                    |
|  |                                                                   |

|  | Gryphoceratops |
|  |                |
|  | Unescoceratops |
|  |                |

|  | Zhuchengceratops                                                  |
|  |                                                                   |
|  | \| \| Gryphoceratops \| \| \| \| \| \| Unescoceratops \| \| \| \| |
|  |                                                                   |
|  | Gryphoceratops                                                    |
|  |                                                                   |
|  | Unescoceratops                                                    |
|  |                                                                   |

|  | Gryphoceratops |
|  |                |
|  | Unescoceratops |
|  |                |

|  | Zhuchengceratops                                                  |
|  |                                                                   |
|  | \| \| Gryphoceratops \| \| \| \| \| \| Unescoceratops \| \| \| \| |
|  |                                                                   |
|  | Gryphoceratops                                                    |
|  |                                                                   |
|  | Unescoceratops                                                    |
|  |                                                                   |

|  | Gryphoceratops |
|  |                |
|  | Unescoceratops |
|  |                |

|  | Montanoceratops |
|  |                 |
|  | Ischioceratops  |
|  |                 |

|  | Zhuchengceratops                                                  |
|  |                                                                   |
|  | \| \| Gryphoceratops \| \| \| \| \| \| Unescoceratops \| \| \| \| |
|  |                                                                   |
|  | Gryphoceratops                                                    |
|  |                                                                   |
|  | Unescoceratops                                                    |
|  |                                                                   |

|  | Gryphoceratops |
|  |                |
|  | Unescoceratops |
|  |                |

|  | Zhuchengceratops                                                  |
|  |                                                                   |
|  | \| \| Gryphoceratops \| \| \| \| \| \| Unescoceratops \| \| \| \| |
|  |                                                                   |
|  | Gryphoceratops                                                    |
|  |                                                                   |
|  | Unescoceratops                                                    |
|  |                                                                   |

|  | Gryphoceratops |
|  |                |
|  | Unescoceratops |
|  |                |

|  | Zhuchengceratops                                                  |
|  |                                                                   |
|  | \| \| Gryphoceratops \| \| \| \| \| \| Unescoceratops \| \| \| \| |
|  |                                                                   |
|  | Gryphoceratops                                                    |
|  |                                                                   |
|  | Unescoceratops                                                    |
|  |                                                                   |

|  | Gryphoceratops |
|  |                |
|  | Unescoceratops |
|  |                |

|  | Zhuchengceratops                                                  |
|  |                                                                   |
|  | \| \| Gryphoceratops \| \| \| \| \| \| Unescoceratops \| \| \| \| |
|  |                                                                   |
|  | Gryphoceratops                                                    |
|  |                                                                   |
|  | Unescoceratops                                                    |
|  |                                                                   |

|  | Gryphoceratops |
|  |                |
|  | Unescoceratops |
|  |                |

|  | Zhuchengceratops                                                  |
|  |                                                                   |
|  | \| \| Gryphoceratops \| \| \| \| \| \| Unescoceratops \| \| \| \| |
|  |                                                                   |
|  | Gryphoceratops                                                    |
|  |                                                                   |
|  | Unescoceratops                                                    |
|  |                                                                   |

|  | Gryphoceratops |
|  |                |
|  | Unescoceratops |
|  |                |

|  | Zhuchengceratops                                                  |
|  |                                                                   |
|  | \| \| Gryphoceratops \| \| \| \| \| \| Unescoceratops \| \| \| \| |
|  |                                                                   |
|  | Gryphoceratops                                                    |
|  |                                                                   |
|  | Unescoceratops                                                    |
|  |                                                                   |

|  | Gryphoceratops |
|  |                |
|  | Unescoceratops |
|  |                |

|  | Zhuchengceratops                                                  |
|  |                                                                   |
|  | \| \| Gryphoceratops \| \| \| \| \| \| Unescoceratops \| \| \| \| |
|  |                                                                   |
|  | Gryphoceratops                                                    |
|  |                                                                   |
|  | Unescoceratops                                                    |
|  |                                                                   |

|  | Gryphoceratops |
|  |                |
|  | Unescoceratops |
|  |                |

|  | Zhuchengceratops                                                  |
|  |                                                                   |
|  | \| \| Gryphoceratops \| \| \| \| \| \| Unescoceratops \| \| \| \| |
|  |                                                                   |
|  | Gryphoceratops                                                    |
|  |                                                                   |
|  | Unescoceratops                                                    |
|  |                                                                   |

|  | Gryphoceratops |
|  |                |
|  | Unescoceratops |
|  |                |

|  | Montanoceratops |
|  |                 |
|  | Ischioceratops  |
|  |                 |

|  | Zhuchengceratops                                                  |
|  |                                                                   |
|  | \| \| Gryphoceratops \| \| \| \| \| \| Unescoceratops \| \| \| \| |
|  |                                                                   |
|  | Gryphoceratops                                                    |
|  |                                                                   |
|  | Unescoceratops                                                    |
|  |                                                                   |

|  | Gryphoceratops |
|  |                |
|  | Unescoceratops |
|  |                |

|  | Zhuchengceratops                                                  |
|  |                                                                   |
|  | \| \| Gryphoceratops \| \| \| \| \| \| Unescoceratops \| \| \| \| |
|  |                                                                   |
|  | Gryphoceratops                                                    |
|  |                                                                   |
|  | Unescoceratops                                                    |
|  |                                                                   |

|  | Gryphoceratops |
|  |                |
|  | Unescoceratops |
|  |                |

|  | Zhuchengceratops                                                  |
|  |                                                                   |
|  | \| \| Gryphoceratops \| \| \| \| \| \| Unescoceratops \| \| \| \| |
|  |                                                                   |
|  | Gryphoceratops                                                    |
|  |                                                                   |
|  | Unescoceratops                                                    |
|  |                                                                   |

|  | Gryphoceratops |
|  |                |
|  | Unescoceratops |
|  |                |

|  | Zhuchengceratops                                                  |
|  |                                                                   |
|  | \| \| Gryphoceratops \| \| \| \| \| \| Unescoceratops \| \| \| \| |
|  |                                                                   |
|  | Gryphoceratops                                                    |
|  |                                                                   |
|  | Unescoceratops                                                    |
|  |                                                                   |

|  | Gryphoceratops |
|  |                |
|  | Unescoceratops |
|  |                |

|  | Zhuchengceratops                                                  |
|  |                                                                   |
|  | \| \| Gryphoceratops \| \| \| \| \| \| Unescoceratops \| \| \| \| |
|  |                                                                   |
|  | Gryphoceratops                                                    |
|  |                                                                   |
|  | Unescoceratops                                                    |
|  |                                                                   |

|  | Gryphoceratops |
|  |                |
|  | Unescoceratops |
|  |                |

|  | Zhuchengceratops                                                  |
|  |                                                                   |
|  | \| \| Gryphoceratops \| \| \| \| \| \| Unescoceratops \| \| \| \| |
|  |                                                                   |
|  | Gryphoceratops                                                    |
|  |                                                                   |
|  | Unescoceratops                                                    |
|  |                                                                   |

|  | Gryphoceratops |
|  |                |
|  | Unescoceratops |
|  |                |

|  | Zhuchengceratops                                                  |
|  |                                                                   |
|  | \| \| Gryphoceratops \| \| \| \| \| \| Unescoceratops \| \| \| \| |
|  |                                                                   |
|  | Gryphoceratops                                                    |
|  |                                                                   |
|  | Unescoceratops                                                    |
|  |                                                                   |

|  | Gryphoceratops |
|  |                |
|  | Unescoceratops |
|  |                |

|  | Zhuchengceratops                                                  |
|  |                                                                   |
|  | \| \| Gryphoceratops \| \| \| \| \| \| Unescoceratops \| \| \| \| |
|  |                                                                   |
|  | Gryphoceratops                                                    |
|  |                                                                   |
|  | Unescoceratops                                                    |
|  |                                                                   |

|  | Gryphoceratops |
|  |                |
|  | Unescoceratops |
|  |                |

|  | Montanoceratops |
|  |                 |
|  | Ischioceratops  |
|  |                 |

|  | Zhuchengceratops                                                  |
|  |                                                                   |
|  | \| \| Gryphoceratops \| \| \| \| \| \| Unescoceratops \| \| \| \| |
|  |                                                                   |
|  | Gryphoceratops                                                    |
|  |                                                                   |
|  | Unescoceratops                                                    |
|  |                                                                   |

|  | Gryphoceratops |
|  |                |
|  | Unescoceratops |
|  |                |

|  | Zhuchengceratops                                                  |
|  |                                                                   |
|  | \| \| Gryphoceratops \| \| \| \| \| \| Unescoceratops \| \| \| \| |
|  |                                                                   |
|  | Gryphoceratops                                                    |
|  |                                                                   |
|  | Unescoceratops                                                    |
|  |                                                                   |

|  | Gryphoceratops |
|  |                |
|  | Unescoceratops |
|  |                |

|  | Zhuchengceratops                                                  |
|  |                                                                   |
|  | \| \| Gryphoceratops \| \| \| \| \| \| Unescoceratops \| \| \| \| |
|  |                                                                   |
|  | Gryphoceratops                                                    |
|  |                                                                   |
|  | Unescoceratops                                                    |
|  |                                                                   |

|  | Gryphoceratops |
|  |                |
|  | Unescoceratops |
|  |                |

|  | Zhuchengceratops                                                  |
|  |                                                                   |
|  | \| \| Gryphoceratops \| \| \| \| \| \| Unescoceratops \| \| \| \| |
|  |                                                                   |
|  | Gryphoceratops                                                    |
|  |                                                                   |
|  | Unescoceratops                                                    |
|  |                                                                   |

|  | Gryphoceratops |
|  |                |
|  | Unescoceratops |
|  |                |

|  | Zhuchengceratops                                                  |
|  |                                                                   |
|  | \| \| Gryphoceratops \| \| \| \| \| \| Unescoceratops \| \| \| \| |
|  |                                                                   |
|  | Gryphoceratops                                                    |
|  |                                                                   |
|  | Unescoceratops                                                    |
|  |                                                                   |

|  | Gryphoceratops |
|  |                |
|  | Unescoceratops |
|  |                |

|  | Zhuchengceratops                                                  |
|  |                                                                   |
|  | \| \| Gryphoceratops \| \| \| \| \| \| Unescoceratops \| \| \| \| |
|  |                                                                   |
|  | Gryphoceratops                                                    |
|  |                                                                   |
|  | Unescoceratops                                                    |
|  |                                                                   |

|  | Gryphoceratops |
|  |                |
|  | Unescoceratops |
|  |                |

|  | Zhuchengceratops                                                  |
|  |                                                                   |
|  | \| \| Gryphoceratops \| \| \| \| \| \| Unescoceratops \| \| \| \| |
|  |                                                                   |
|  | Gryphoceratops                                                    |
|  |                                                                   |
|  | Unescoceratops                                                    |
|  |                                                                   |

|  | Gryphoceratops |
|  |                |
|  | Unescoceratops |
|  |                |

|  | Zhuchengceratops                                                  |
|  |                                                                   |
|  | \| \| Gryphoceratops \| \| \| \| \| \| Unescoceratops \| \| \| \| |
|  |                                                                   |
|  | Gryphoceratops                                                    |
|  |                                                                   |
|  | Unescoceratops                                                    |
|  |                                                                   |

|  | Gryphoceratops |
|  |                |
|  | Unescoceratops |
|  |                |

|  | Magnirostris                                                                             |
|  |                                                                                          |
|  | \| \| Protoceratops hellenikorhinus \| \| \| \| \| \| Protoceratops andrewsi \| \| \| \| |
|  |                                                                                          |
|  | Protoceratops hellenikorhinus                                                            |
|  |                                                                                          |
|  | Protoceratops andrewsi                                                                   |
|  |                                                                                          |

|  | Protoceratops hellenikorhinus |
|  |                               |
|  | Protoceratops andrewsi        |
|  |                               |

|  | Magnirostris                                                                             |
|  |                                                                                          |
|  | \| \| Protoceratops hellenikorhinus \| \| \| \| \| \| Protoceratops andrewsi \| \| \| \| |
|  |                                                                                          |
|  | Protoceratops hellenikorhinus                                                            |
|  |                                                                                          |
|  | Protoceratops andrewsi                                                                   |
|  |                                                                                          |

|  | Protoceratops hellenikorhinus |
|  |                               |
|  | Protoceratops andrewsi        |
|  |                               |

|  | Magnirostris                                                                             |
|  |                                                                                          |
|  | \| \| Protoceratops hellenikorhinus \| \| \| \| \| \| Protoceratops andrewsi \| \| \| \| |
|  |                                                                                          |
|  | Protoceratops hellenikorhinus                                                            |
|  |                                                                                          |
|  | Protoceratops andrewsi                                                                   |
|  |                                                                                          |

|  | Protoceratops hellenikorhinus |
|  |                               |
|  | Protoceratops andrewsi        |
|  |                               |

|  | Magnirostris                                                                             |
|  |                                                                                          |
|  | \| \| Protoceratops hellenikorhinus \| \| \| \| \| \| Protoceratops andrewsi \| \| \| \| |
|  |                                                                                          |
|  | Protoceratops hellenikorhinus                                                            |
|  |                                                                                          |
|  | Protoceratops andrewsi                                                                   |
|  |                                                                                          |

|  | Protoceratops hellenikorhinus |
|  |                               |
|  | Protoceratops andrewsi        |
|  |                               |

|  | Magnirostris                                                                             |
|  |                                                                                          |
|  | \| \| Protoceratops hellenikorhinus \| \| \| \| \| \| Protoceratops andrewsi \| \| \| \| |
|  |                                                                                          |
|  | Protoceratops hellenikorhinus                                                            |
|  |                                                                                          |
|  | Protoceratops andrewsi                                                                   |
|  |                                                                                          |

|  | Protoceratops hellenikorhinus |
|  |                               |
|  | Protoceratops andrewsi        |
|  |                               |

|  | Magnirostris                                                                             |
|  |                                                                                          |
|  | \| \| Protoceratops hellenikorhinus \| \| \| \| \| \| Protoceratops andrewsi \| \| \| \| |
|  |                                                                                          |
|  | Protoceratops hellenikorhinus                                                            |
|  |                                                                                          |
|  | Protoceratops andrewsi                                                                   |
|  |                                                                                          |

|  | Protoceratops hellenikorhinus |
|  |                               |
|  | Protoceratops andrewsi        |
|  |                               |

|  | Magnirostris                                                                             |
|  |                                                                                          |
|  | \| \| Protoceratops hellenikorhinus \| \| \| \| \| \| Protoceratops andrewsi \| \| \| \| |
|  |                                                                                          |
|  | Protoceratops hellenikorhinus                                                            |
|  |                                                                                          |
|  | Protoceratops andrewsi                                                                   |
|  |                                                                                          |

|  | Protoceratops hellenikorhinus |
|  |                               |
|  | Protoceratops andrewsi        |
|  |                               |

|  | Magnirostris                                                                             |
|  |                                                                                          |
|  | \| \| Protoceratops hellenikorhinus \| \| \| \| \| \| Protoceratops andrewsi \| \| \| \| |
|  |                                                                                          |
|  | Protoceratops hellenikorhinus                                                            |
|  |                                                                                          |
|  | Protoceratops andrewsi                                                                   |
|  |                                                                                          |

|  | Protoceratops hellenikorhinus |
|  |                               |
|  | Protoceratops andrewsi        |
|  |                               |

|  | Ajkaceratops                                                  |
|  |                                                               |
|  | \| \| Zuniceratops \| \| \| \| \| \| Ceratopsidae \| \| \| \| |
|  |                                                               |
|  | Zuniceratops                                                  |
|  |                                                               |
|  | Ceratopsidae                                                  |
|  |                                                               |

|  | Zuniceratops |
|  |              |
|  | Ceratopsidae |
|  |              |

|  | Magnirostris                                                                             |
|  |                                                                                          |
|  | \| \| Protoceratops hellenikorhinus \| \| \| \| \| \| Protoceratops andrewsi \| \| \| \| |
|  |                                                                                          |
|  | Protoceratops hellenikorhinus                                                            |
|  |                                                                                          |
|  | Protoceratops andrewsi                                                                   |
|  |                                                                                          |

|  | Protoceratops hellenikorhinus |
|  |                               |
|  | Protoceratops andrewsi        |
|  |                               |

|  | Magnirostris                                                                             |
|  |                                                                                          |
|  | \| \| Protoceratops hellenikorhinus \| \| \| \| \| \| Protoceratops andrewsi \| \| \| \| |
|  |                                                                                          |
|  | Protoceratops hellenikorhinus                                                            |
|  |                                                                                          |
|  | Protoceratops andrewsi                                                                   |
|  |                                                                                          |

|  | Protoceratops hellenikorhinus |
|  |                               |
|  | Protoceratops andrewsi        |
|  |                               |

|  | Magnirostris                                                                             |
|  |                                                                                          |
|  | \| \| Protoceratops hellenikorhinus \| \| \| \| \| \| Protoceratops andrewsi \| \| \| \| |
|  |                                                                                          |
|  | Protoceratops hellenikorhinus                                                            |
|  |                                                                                          |
|  | Protoceratops andrewsi                                                                   |
|  |                                                                                          |

|  | Protoceratops hellenikorhinus |
|  |                               |
|  | Protoceratops andrewsi        |
|  |                               |

|  | Magnirostris                                                                             |
|  |                                                                                          |
|  | \| \| Protoceratops hellenikorhinus \| \| \| \| \| \| Protoceratops andrewsi \| \| \| \| |
|  |                                                                                          |
|  | Protoceratops hellenikorhinus                                                            |
|  |                                                                                          |
|  | Protoceratops andrewsi                                                                   |
|  |                                                                                          |

|  | Protoceratops hellenikorhinus |
|  |                               |
|  | Protoceratops andrewsi        |
|  |                               |

|  | Magnirostris                                                                             |
|  |                                                                                          |
|  | \| \| Protoceratops hellenikorhinus \| \| \| \| \| \| Protoceratops andrewsi \| \| \| \| |
|  |                                                                                          |
|  | Protoceratops hellenikorhinus                                                            |
|  |                                                                                          |
|  | Protoceratops andrewsi                                                                   |
|  |                                                                                          |

|  | Protoceratops hellenikorhinus |
|  |                               |
|  | Protoceratops andrewsi        |
|  |                               |

|  | Magnirostris                                                                             |
|  |                                                                                          |
|  | \| \| Protoceratops hellenikorhinus \| \| \| \| \| \| Protoceratops andrewsi \| \| \| \| |
|  |                                                                                          |
|  | Protoceratops hellenikorhinus                                                            |
|  |                                                                                          |
|  | Protoceratops andrewsi                                                                   |
|  |                                                                                          |

|  | Protoceratops hellenikorhinus |
|  |                               |
|  | Protoceratops andrewsi        |
|  |                               |

|  | Magnirostris                                                                             |
|  |                                                                                          |
|  | \| \| Protoceratops hellenikorhinus \| \| \| \| \| \| Protoceratops andrewsi \| \| \| \| |
|  |                                                                                          |
|  | Protoceratops hellenikorhinus                                                            |
|  |                                                                                          |
|  | Protoceratops andrewsi                                                                   |
|  |                                                                                          |

|  | Protoceratops hellenikorhinus |
|  |                               |
|  | Protoceratops andrewsi        |
|  |                               |

|  | Magnirostris                                                                             |
|  |                                                                                          |
|  | \| \| Protoceratops hellenikorhinus \| \| \| \| \| \| Protoceratops andrewsi \| \| \| \| |
|  |                                                                                          |
|  | Protoceratops hellenikorhinus                                                            |
|  |                                                                                          |
|  | Protoceratops andrewsi                                                                   |
|  |                                                                                          |

|  | Protoceratops hellenikorhinus |
|  |                               |
|  | Protoceratops andrewsi        |
|  |                               |

|  | Ajkaceratops                                                  |
|  |                                                               |
|  | \| \| Zuniceratops \| \| \| \| \| \| Ceratopsidae \| \| \| \| |
|  |                                                               |
|  | Zuniceratops                                                  |
|  |                                                               |
|  | Ceratopsidae                                                  |
|  |                                                               |

|  | Zuniceratops |
|  |              |
|  | Ceratopsidae |
|  |              |

|  | Magnirostris                                                                             |
|  |                                                                                          |
|  | \| \| Protoceratops hellenikorhinus \| \| \| \| \| \| Protoceratops andrewsi \| \| \| \| |
|  |                                                                                          |
|  | Protoceratops hellenikorhinus                                                            |
|  |                                                                                          |
|  | Protoceratops andrewsi                                                                   |
|  |                                                                                          |

|  | Protoceratops hellenikorhinus |
|  |                               |
|  | Protoceratops andrewsi        |
|  |                               |

|  | Magnirostris                                                                             |
|  |                                                                                          |
|  | \| \| Protoceratops hellenikorhinus \| \| \| \| \| \| Protoceratops andrewsi \| \| \| \| |
|  |                                                                                          |
|  | Protoceratops hellenikorhinus                                                            |
|  |                                                                                          |
|  | Protoceratops andrewsi                                                                   |
|  |                                                                                          |

|  | Protoceratops hellenikorhinus |
|  |                               |
|  | Protoceratops andrewsi        |
|  |                               |

|  | Magnirostris                                                                             |
|  |                                                                                          |
|  | \| \| Protoceratops hellenikorhinus \| \| \| \| \| \| Protoceratops andrewsi \| \| \| \| |
|  |                                                                                          |
|  | Protoceratops hellenikorhinus                                                            |
|  |                                                                                          |
|  | Protoceratops andrewsi                                                                   |
|  |                                                                                          |

|  | Protoceratops hellenikorhinus |
|  |                               |
|  | Protoceratops andrewsi        |
|  |                               |

|  | Magnirostris                                                                             |
|  |                                                                                          |
|  | \| \| Protoceratops hellenikorhinus \| \| \| \| \| \| Protoceratops andrewsi \| \| \| \| |
|  |                                                                                          |
|  | Protoceratops hellenikorhinus                                                            |
|  |                                                                                          |
|  | Protoceratops andrewsi                                                                   |
|  |                                                                                          |

|  | Protoceratops hellenikorhinus |
|  |                               |
|  | Protoceratops andrewsi        |
|  |                               |

|  | Magnirostris                                                                             |
|  |                                                                                          |
|  | \| \| Protoceratops hellenikorhinus \| \| \| \| \| \| Protoceratops andrewsi \| \| \| \| |
|  |                                                                                          |
|  | Protoceratops hellenikorhinus                                                            |
|  |                                                                                          |
|  | Protoceratops andrewsi                                                                   |
|  |                                                                                          |

|  | Protoceratops hellenikorhinus |
|  |                               |
|  | Protoceratops andrewsi        |
|  |                               |

|  | Magnirostris                                                                             |
|  |                                                                                          |
|  | \| \| Protoceratops hellenikorhinus \| \| \| \| \| \| Protoceratops andrewsi \| \| \| \| |
|  |                                                                                          |
|  | Protoceratops hellenikorhinus                                                            |
|  |                                                                                          |
|  | Protoceratops andrewsi                                                                   |
|  |                                                                                          |

|  | Protoceratops hellenikorhinus |
|  |                               |
|  | Protoceratops andrewsi        |
|  |                               |

|  | Magnirostris                                                                             |
|  |                                                                                          |
|  | \| \| Protoceratops hellenikorhinus \| \| \| \| \| \| Protoceratops andrewsi \| \| \| \| |
|  |                                                                                          |
|  | Protoceratops hellenikorhinus                                                            |
|  |                                                                                          |
|  | Protoceratops andrewsi                                                                   |
|  |                                                                                          |

|  | Protoceratops hellenikorhinus |
|  |                               |
|  | Protoceratops andrewsi        |
|  |                               |

|  | Magnirostris                                                                             |
|  |                                                                                          |
|  | \| \| Protoceratops hellenikorhinus \| \| \| \| \| \| Protoceratops andrewsi \| \| \| \| |
|  |                                                                                          |
|  | Protoceratops hellenikorhinus                                                            |
|  |                                                                                          |
|  | Protoceratops andrewsi                                                                   |
|  |                                                                                          |

|  | Protoceratops hellenikorhinus |
|  |                               |
|  | Protoceratops andrewsi        |
|  |                               |

|  | Ajkaceratops                                                  |
|  |                                                               |
|  | \| \| Zuniceratops \| \| \| \| \| \| Ceratopsidae \| \| \| \| |
|  |                                                               |
|  | Zuniceratops                                                  |
|  |                                                               |
|  | Ceratopsidae                                                  |
|  |                                                               |

|  | Zuniceratops |
|  |              |
|  | Ceratopsidae |
|  |              |

|  | Magnirostris                                                                             |
|  |                                                                                          |
|  | \| \| Protoceratops hellenikorhinus \| \| \| \| \| \| Protoceratops andrewsi \| \| \| \| |
|  |                                                                                          |
|  | Protoceratops hellenikorhinus                                                            |
|  |                                                                                          |
|  | Protoceratops andrewsi                                                                   |
|  |                                                                                          |

|  | Protoceratops hellenikorhinus |
|  |                               |
|  | Protoceratops andrewsi        |
|  |                               |

|  | Magnirostris                                                                             |
|  |                                                                                          |
|  | \| \| Protoceratops hellenikorhinus \| \| \| \| \| \| Protoceratops andrewsi \| \| \| \| |
|  |                                                                                          |
|  | Protoceratops hellenikorhinus                                                            |
|  |                                                                                          |
|  | Protoceratops andrewsi                                                                   |
|  |                                                                                          |

|  | Protoceratops hellenikorhinus |
|  |                               |
|  | Protoceratops andrewsi        |
|  |                               |

|  | Magnirostris                                                                             |
|  |                                                                                          |
|  | \| \| Protoceratops hellenikorhinus \| \| \| \| \| \| Protoceratops andrewsi \| \| \| \| |
|  |                                                                                          |
|  | Protoceratops hellenikorhinus                                                            |
|  |                                                                                          |
|  | Protoceratops andrewsi                                                                   |
|  |                                                                                          |

|  | Protoceratops hellenikorhinus |
|  |                               |
|  | Protoceratops andrewsi        |
|  |                               |

|  | Magnirostris                                                                             |
|  |                                                                                          |
|  | \| \| Protoceratops hellenikorhinus \| \| \| \| \| \| Protoceratops andrewsi \| \| \| \| |
|  |                                                                                          |
|  | Protoceratops hellenikorhinus                                                            |
|  |                                                                                          |
|  | Protoceratops andrewsi                                                                   |
|  |                                                                                          |

|  | Protoceratops hellenikorhinus |
|  |                               |
|  | Protoceratops andrewsi        |
|  |                               |

|  | Magnirostris                                                                             |
|  |                                                                                          |
|  | \| \| Protoceratops hellenikorhinus \| \| \| \| \| \| Protoceratops andrewsi \| \| \| \| |
|  |                                                                                          |
|  | Protoceratops hellenikorhinus                                                            |
|  |                                                                                          |
|  | Protoceratops andrewsi                                                                   |
|  |                                                                                          |

|  | Protoceratops hellenikorhinus |
|  |                               |
|  | Protoceratops andrewsi        |
|  |                               |

|  | Magnirostris                                                                             |
|  |                                                                                          |
|  | \| \| Protoceratops hellenikorhinus \| \| \| \| \| \| Protoceratops andrewsi \| \| \| \| |
|  |                                                                                          |
|  | Protoceratops hellenikorhinus                                                            |
|  |                                                                                          |
|  | Protoceratops andrewsi                                                                   |
|  |                                                                                          |

|  | Protoceratops hellenikorhinus |
|  |                               |
|  | Protoceratops andrewsi        |
|  |                               |

|  | Magnirostris                                                                             |
|  |                                                                                          |
|  | \| \| Protoceratops hellenikorhinus \| \| \| \| \| \| Protoceratops andrewsi \| \| \| \| |
|  |                                                                                          |
|  | Protoceratops hellenikorhinus                                                            |
|  |                                                                                          |
|  | Protoceratops andrewsi                                                                   |
|  |                                                                                          |

|  | Protoceratops hellenikorhinus |
|  |                               |
|  | Protoceratops andrewsi        |
|  |                               |

|  | Magnirostris                                                                             |
|  |                                                                                          |
|  | \| \| Protoceratops hellenikorhinus \| \| \| \| \| \| Protoceratops andrewsi \| \| \| \| |
|  |                                                                                          |
|  | Protoceratops hellenikorhinus                                                            |
|  |                                                                                          |
|  | Protoceratops andrewsi                                                                   |
|  |                                                                                          |

|  | Protoceratops hellenikorhinus |
|  |                               |
|  | Protoceratops andrewsi        |
|  |                               |

|  | Ajkaceratops                                                  |
|  |                                                               |
|  | \| \| Zuniceratops \| \| \| \| \| \| Ceratopsidae \| \| \| \| |
|  |                                                               |
|  | Zuniceratops                                                  |
|  |                                                               |
|  | Ceratopsidae                                                  |
|  |                                                               |

|  | Zuniceratops |
|  |              |
|  | Ceratopsidae |
|  |              |